# نقد بهائیت
 این مقاله به برخی از نقدهایی که بر بهائیت وارد شده‌است، می‌پردازد.

## نفی خاتمیت
پایان نبوت با پیامبر اسلام که او را خاتم‌الانبیا نامند از اعتقادات صریح همه مسلمانان است. بر این اساس، مسلمانان معتقدند که اسلام آخرین دین و محمد آخرین پیامبر خداست و بعد از او پیامبری نخواهد آمد. با این حال بهائیان سیر ادیان را تکاملی می‌دانند.به اعتقاد بهائیان پیامبران در طی فرآیندی مستمر، تدریجی و همیشگی، به تناسب ظرفیت درک و فهم بشر و نیازها و شرایط هر زمان، تعالیم و هدایت لازم را برای تکامل اجتماعی و معنوی انسان فراهم می‌کنند و بشر را از قابلیت‌ها و مسئولیت‌هایش در مقام حافظ و امانت‌دار جهان آفرینش آگاه می‌سازند. این فرایند متناوب و در عین حال تکاملی است. با ظهور هر دینی «حقایق ابدی» (اصول معنوی و اخلاقی) که در دین قبل با گذشت زمان و تمسک کورکورانه به سنت به فراموشی سپرده شده بود دوباره زنده می‌شود. در این نگاه، ظهور پیاپی ادیان به آمدن فصل بهار می‌ماند، با آمدن هر بهاری شکوفایی و نوزایی جایگزین سرما و مرگِ زمستانِ قبل می‌شود. از طرف دیگر حقایق دینی نسبی هم هستند و سیری تکاملی می‌پیمایند، به این معنی که آموزه‌های دینی از طریق ظهور دائمی ادیان با تغییر مقتضیات زمان و ظرفیت فهم بشر تغییر می‌کنند. در این نگاه حقیقت و تعالیم دینی به تدریج و به تناسب ظرفیت روحانی مردم در هر برهه از تاریخ عرضه می‌شود و تفاوت ادیان در آن دسته تعالیم اجتماعی و احکام آن هاست که بنا به درجهٔ بلوغ اجتماعی و روحانی مردم و شرایط خاص جامعه ای که دینی خاص در آن ظاهر شده می‌توانند متفاوت باشند. همچنین دلیل دیگر تفاوت‌های میان ادیان، برداشت‌های غلط و شرح و تفاسیری ذکر می‌شود که در طول قرن‌ها توسط پیروان ادیان انباشته شده و حقیقت هر دین را مخدوش ساخته‌است. بر این اساس، اعتقاد بهائیان این است که هیچ دینی نمی‌تواند ادعای آخرین دین بودن داشته باشد و بشر تا ابد هدایت الهی را از طریق پیامبران دریافت می‌کند. بهاءالله نیز بیان می‌کند که بعد از او نیز آمدن پیامبران ادامه خواهد داشت. منابع بهائی دین را به کتابی تشبیه می‌کنند که ادیان فصل‌های پی در پی در آن را تشکیل می‌دهند. در اعتقاد بهائیان، هر یک از ادیان به عنوان یک مرحله در سیر پایان‌ناپذیر تکامل معنوی و اجتماعی بشر دیده می‌شود و رسالت هر یک از پیامبران آشکار کردن جنبه‌ای از یک حقیقت واحد است.

## جدایی دین از سیاست
جدایی دین از سیاست از اصول دیانت بهائی محسوب می‌شود. به گفته عبدالبهاء دخالت علماء در سیاست فاجعه‌بار و خطرناک خواهد بود. نقش دین ترویج اخلاق در جامعه است نه حکمرانی. دین و سیاست باید نقشی جداگانه بازی کنند. نظم اجتماعی علاوه بر نیاز به یک حکومت عادل و کارآمد به انضباط اخلاقی نیز نیازمند است که توسط دین ترویج می‌شود.
آئین بهائی از پیروان خود می‌خواهد از فساد اجتناب نمایند، قانون‌مدار باشند، و در مناسبات خود با مقامات حکومت، درستکار، امین و صادق باشند. به گفته بهاءالله، بهائیان «در مملکت هر دولتی ساکن شوند باید به امانت و صدق و صفا با آن دولت رفتار نمایند». آئین بهائی از بهائیان می‌خواهد از حکومت تبعیت کنند مگر در مواردی که حکومت از آنها بخواهد که اصول بهائی و باورهای دینی خود را زیر پا بگذارند. بهائیان از پیوستن به احزاب سیاسی، انجمن‌های مخفی یا شرکت در سیاست‌های حزبی منع شده‌اند. دلیل آن این است که حزب‌گرایی عامل تفرقه و منازعه تلقی می‌شود و رویکرد آئین بهائی بر وحدت و همکاری تأکید دارد. بهائیان در عوض تشویق شده‌اند تا فعالانه در حیات اجتماع مشارکت کنند و مساعی خود را در ترویج اهداف اجتماعی - نظیر وحدت نژادی و جنسی، گفتگوی بین ادیان و عدالت اقتصادی - که می‌تواند منجر به خیر و رفاه همگانی شود صرف کنند. این رویکرد امکان تأثیرگذاری بر سیاستگذاری‌های اجتماعی دولت از طُرُق قانونی و فراحزبی را نیز در برمی‌گیرد.
اگر شرکت در انتخابات مشروط به وابستگی افراد به احزاب سیاسی نباشد، بهائیان می‌توانند در انتخابات شرکت کنند و بنا به تشخیص خود به فرد یا گروهی رای دهند، بدون اینکه در کارزارهای احزاب سیاسی شرکت کنند یا برای کاندیداهای خاصی تبلیغ کنند. بهائیان همچنین می‌توانند متصدی مشاغل اجرایی شوند یا به عضویت شوراهای شهری یا روستایی که ماهیتی غیر حزبی دارند درآیند.

## ارتباط با کشورهای خارجی
فریدون آدمیت می‌نویسد دو مسلک بهائیت و ازلیت، که از بابیت انشعاب شده، دو «مذهب سیاسی» هستند که طی تاریخ، با استعمار روس و انگلیس در پیوند بوده و از لطف و حمایت آن‌ها بهره داشته‌اند.
پژوهشگران بسیاری در حوزه تاریخ، نظریات آدمیت در ارتباط با بابیان، بهائیان و یهودیان را خصمانه و غیرمنصفانه می‌دانند. هوشنگ شهابی نمونه‌هایی از نگرش خصمانه آدمیت را نسبت به بهائیان و یهودیان ارائه کرده‌است. او می‌گوید نتیجه ملی‌گرایی شدید آدمیت باعث می‌شود او تمام اقلیت‌های مذهبی غیر از زرتشتیان را با قدرت‌های خارجی مرتبط بداند. شهابی موارد متعددی را نشان داده‌است که آدمیت منابع اولیه را به گونه‌ای تحریف کرده که با توطئه‌باوری خود سازگار باشد. سوءظن آدمیت به یهودیان و بهائیان، در ارزیابی او از سایر مورخان هم بازتاب می‌یابد. او در پاراگراف ابتدایی کتاب‌شناسیِ اثرِ خود دربارهٔ امتیاز تجارت توتون و تنباکو ۲–۱۸۹۰، نوشته‌های تعدادی از محققان یهودی را بی‌ارزش دانسته و رد می‌کند. یکی از این پژوهشگران نیکی کدی است که به گفته آدمیت «با کمک هزینهٔ سازمانی یهودی به مطالعهٔ سید جمال‌الدین اسدآبادی (همان افغانی) پرداخت و رساله‌ای دربارهٔ قیام تنباکو نوشت». در جایی دیگر اعلام می‌کند که یهودی بودن کدی باعث شد تا او دربارهٔ نقش علمای شیعه در انقلاب مشروطه ۹–۱۹۰۵ مبالغه کند. وی همچنین فیروز کاظم‌زاده، مورّخی که از قضا بهائی نیز هست، را به «عداوت مفرط» نسبت به ایران و ایرانیان متهم می‌کند و این احساسات را ناشی از تعلقات دینی او می‌داند. در واقع، کاظم‌زاده در اوایل دههٔ ۱۹۵۰ به علت مذهبش از تدریس در ایران محروم شد، و پس از آن تصدی کرسی تاریخ روسیه را در دانشگاه یِیل بر عهده گرفت.
عباس امانت، استاد تاریخ و مطالعات بین‌المللی و صاحب کرسی مطالعات خاورمیانه در دانشگاه ییل، معتقد است که احمد کسروی و متفکران سکولار نسلهای بعد از او مانند جلال آل احمد و فریدون آدمیت اغلب تحتِ پوشش تجددخواهی عُرفی دست به ایجاد نفرت نسبت به گروه‌های دینی تجّددخواه و ناسازگار با جریان اصلی مذهب به‌خصوص بهائیان می‌زدند. آنها با بی‌اعتمادی به هر جنبش تجّددخواه دینی که ارزشهای اسلام و خاتمیت آن را زیر سؤال می‌برد می‌نگریستند. نگرش آنها با عدم تحمل تکثرگرایی دینی، علاقه‌مندی وافر و شرم آور به نظریات توطئه و اتهامات خیانت و بی‌وطنی علیه بهائیان همراه بود. آنها در موارد اذیت و آزار، خشونت و کشتار وحشیانه بابیان و بهاییان سکوت اختیار می‌کردند.
عباس امانت همچنین کارهای آدمیت را در رابطه با تاریخ جنبش بابی در کتاب «امیر کبیر و ایران» دارای اشکال می‌داند. در مقدمه کتاب، آدمیت وعده می‌دهد که روشی تحلیلی و بدور از تعصب پیش خواهد گرفت و مدعی می‌شود تحلیلهای تاریخی او واقع‌گرایانه و منطقی هستند. امانت معتقد است که او این ارزشها را به هیچ وجه رعایت نمی‌کند. امانت فصل «داستان باب» از کتاب «امیر کبیر و ایران» را دارای خطاهای واضح تاریخی که از بی‌دقتی در متدولوژی و اطلاعات ناکافی آدمیت نشئت می‌گیرد می‌داند و زبان آدمیت در توصیف تاریخ و عقاید آئین بابی را با ذکر چند نمونه، بسیار جدلی و توهین‌آمیز توصیف می‌کند و می‌گوید: آدمیت تصویری مشوش از مکتب نوین و به اصطلاح مترقی تاریخ‌نگاری ایران به نمایش می‌گذارد، مکتبی که خود او از پیشگامان آن است. به عنوان مثال آدمیت در این کتاب آئین بابی را با فعالیت‌های یک جاسوس انگلیسی به نام آرتور کانلی مرتبط می‌داند، و مدعی می‌شود که ملاحسین بشرویه‌ای، اولین پیرو باب، جاسوس انگلیس و در ارتباط با کانلی بوده و برای منافع انگلستان باب را وادار به ادعای پیامبری کرده‌است. آدمیت منبع خود را، بدون ذکر صفحه، خاطرات کانلی («سفر زمینی از انگلستان به شمال هندوستان از طریق روسیه، ایران و افغانستان») ذکر می‌کند. بعدها با اعتراض مجتبی مینوی، مبنی بر اینکه کانلی در خاطرات خود هیچ اشاره‌ای به باب و بابیان نکرده‌است، آدمیت مجبور می‌شود اعتراف کند که ادعای او جعلی است. وی مطالب ساختگی را در چاپ‌های بعدی کتاب حذف می‌کند.
اعتقاد به نظریه توطئه در مورد بهائیت از سندی جعلی منسوب به شاهزاده دیمیتری ایوانوویچ دالگوروکف (معروف به کنیاز دالگورکی)، سفیر کبیر روسیه در ایران در سال‌های ۱۲۶۳ تا ۱۲۷۰ نیز نشئت می‌گیرد. این سند مدّعی است شاهزاده بابیت و بهائیت را به منظور تضعیف تشیع و به‌طور کلی تضعیف ایران به وجود آورده‌است. این سند در تهران در اواخر دهه ۳۰ میلادی پخش شد و از آن به بعد در مباحثات مسلمانان به‌طور وسیعی برای اثبات اینکه بهائیان توسط روس‌ها، و بعد انگلیس‌ها یا آمریکایی‌ها یا هر دو کنترل می‌شدند استفاده می‌شد.
محمود صدری در دانشنامه جهان اسلام، اینکه عقاید بهاییت ساخته دست دولت‌های استعماری است را رد می‌نماید و ریشه‌های اعتقادی (ادامه جریان شیخیه و بابیه) و اجتماعی را در ایجاد آن مؤثر می‌داند اما روسیه و انگلیس را مایل به دخالت در آن می‌داند.

## تنبیه النائمین
تنبیه النائمین نام کتابی است در ۳ بخش، نامه عبدالبهاء به عمهٔ ناتنی و ازلیش شاه سلطان خانم مشهور به عِزیه خانم، پاسخ وی مشهور به رسالهٔ عمّه، و در انتها موعظه‌ای از نویسنده‌ای ازلی شیخ احمد روحی کرمانی.
پس از آن که بهاءالله خود را من یظهره‌الله معرفی کرد، عده‌ای از بابیان با او مخالفت کردند و ردیه‌هایی در مخالفت با او نگاشتند. یکی از آن‌ها عزیه خانم، خواهر ناتنی بهاءالله، خواهر تنی و از طرفداران سرسخت یحیی صبح ازل بود. او در رد ادعای وی رساله‌ای در جواب نامه عبدالبهاء نگاشت که بعدها با عنوان تنبیه النائمین به همراه ۲ بخش دیگر چاپ شد.
بخش دوم کتاب، پاسخ عزیه خانم نوری به عبدالبهاء، ردیهٔ تندی است بر بهاءالله. عزیه در رد ادعای عبدالبهاء مبنی بر درس‌ناخواندگی بهاءالله با ارائه شواهدی این مورد را رد می‌کند و از درس خواندن بهاءالله و مجالست او با علما و عرفاً یاد می‌کند.

## نقد کتاب ایقان
کتاب ایقان یکی از آثار مهم بهاءالله شارع آئین بهائی است. بهاءالله در این کتاب در راستای اثبات حقانیت رسالت باب به شرح بعضی از مهمترین اصول آئین بهائی می‌پردازد. کتاب ایقان اولین کتاب آئین بهائی بود که در زمان بهاءالله به چاپ رسید. این کتاب در بمبئیِ هند و در اولیل دهه ۱۸۸۰ میلادی چاپ سنگی شد. چاپ دوم کتاب نیز چاپ سنگی بود که در سال ۱۸۹۳ و به قلم مشکین قلم، خطاط بهائی، انجام شد. کتاب ایقان قبل از چاپ سنگی، به مدت دو دهه در سطح وسیعی بین بهائیان به صورت دستی نسخه برداری می‌شد. بعضی از این نسخه‌های خطی دارای خطاهای نگارشی بودند. بهاءالله در طی لوحی به یکی از پیروانش به این موضوع اشاره می‌کند او برای حل این مشکل اقدام به نظارت بر طرحی برای تولید چندین نسخه مادرِ معتبر نمود. چاپ اول کتاب نیز احتمالاً در راستای همگون سازی نسخه‌های خطی بوده‌است. نهایتاً اولین نسخه رسمی حروفچینی شده کتاب در سال ۱۹۰۰ در مصر چاپ شد و چاپ‌های بعدی کتاب از این نسخه حروفچینی شده نسخه برداری کردند. در نخستین چاپ سنگی کتاب ایقان در بمبئی، تعدادی از آیات قرآن به صورت غیر دقیق نقل شده بودند که با دستور بهاءالله در نسخه‌های بعدی با اصل آیات تطبیق داده شدند. عدم تطابق دقیق با آیات قرآن جزئی و ارجاعی است و منتقدان آن را دلیلی برای وحیانی‌نبودن کتاب ذکر می‌کردند، چون وحی الهی باید خالی از اشکال باشد.

## جانشینی باب و رد ادعای ظهور میرزا حسینعلی نوری
کمی قبل از اعدام سید علی‌محمد باب عبدالکریم، یکی از پیروانش توجه او را به اهمیت تعیین جانشین جلب کرد لذا باب تعداد مشخصی لوح نوشته آن‌ها را به عبدالکریم داد تا به دست یحیی صبح ازل و بهاءالله برساند.
در یکی از این لوح‌ها که معمولاً به عنوان وصیت‌نامه باب از آن یاد می‌شود، صبح ازل به عنوان رهبر بابیان پس از بنیان‌گذار جنبش تعیین شده‌است. در همین لوح به وی دستور داده شده‌است که از من یظهره‌الله پیروی کند. برخی گزارش‌ها حاکی از این است که ادعای جانشینی صبح ازل آشکار است. و برخی دیگر از منابع بر این باورند که باب برای حفظ جان بهاءالله نامه‌ها را خطاب به صبح ازل صادر کرده‌است. بعد از مرگ باب صبح ازل به عنوان شخصیت محوری جنبش مورد توجه قرار گرفت. رهبری صبح ازل جنجال‌برانگیز بود. وی کمتر در میان بابیها حاضر می‌شد. منوچهری ادعا می‌کند که دلیل در خفا ماندن صبح ازل بخشی از وصیت‌نامه سید علی محمد باب است که او را به محافظت از خویش توصیه کرده بود.

### اختلاف آئین بیانی و آئین بهایی
من یظهره‌الله موعود آئین بابی است. یکی از مهمترین آموزه‌های سید علی محمد باب این نکته است که نتیجه و ثمره آیین او باید شناخت و ایمان به «مَن یُظهره الله» باشد. باب در آثارش به قرب ظهور «مَن یُظهره الله» اشاره می‌کند. وی از پیروان خود می‌خواهد که با استقلال کامل فکری به شناسایی «مَن یُظهره الله» فائز شوند و ایمان خود را به تصدیق هیچ‌کس حتی واحد اول بیان (باب و هیجده حوّاری اولیه او) مشروط نکنند. باب همچنین بابیان را برحذر می‌دارد که مبادا با استدلال به آثارش (آثار خود باب) از ایمان به «مَن یُظهره الله» محروم شوند چه که به عقیده باب مقام موعود آنقدر بالاست که حتی آثار خود باب لیاقت اشاره به وی را ندارد. موعود باید با آثار و صفات خود شناخته شود نه با اشاره و دلالت دیگران. باب در آثارش از نزدیکی ظهور موعود می‌گوید و برای زمان ظهور او به سال نه و سال نوزده اشاره می‌کند. در طی یک دهه و اندی پس از اعدام باب در سال ۱۸۵۰ بیش از ۲۵ نفر ادعای من یظهره‌اللهی کردند. دنیس مکین نام بیست نفر از مدعیان را فهرست کرده‌است. نوزده سال بعد از دعوت باب، بهاءالله در سال ۱۸۶۳ در جمع یارانش و بعدتر در سال ۱۸۶۶ به صورت عمومی تر ادعای من یظهره اللهی کرد و عموم بابیان به وی ایمان آوردند. بهاءالله که در سال ۱۸۵۳ به عراق تبعید شده بود در آنجا به تمشیت امور جامعه متشتت بابی پرداخت و با بسط و تبیین آثار باب، جامعه بابی را به عدم مداخله در امور سیاسی و حزبی، پرهیز از خشونت، تهذیب اخلاق و ترک خصومت هدایت نمود و در عمل به عنوان رهبر جامعه بابی شناخته شد. برادر بهاءالله، یحیی ازل مرجع اسمی جامعه بابی بود. گروه اندکی از بابیان که به طرفداری از میرزا یحیی ازل بابی باقی ماندند ازلی نام گرفتند. ازلیان ظهور من یظهره الله را در فاصله ای خیلی دور پیش‌بینی می‌کردند و معتقد بودند ظهور موعود زودتر از دست کم ۲۰۰۰ سال از ظهور باب و قبل از مورد قبول گرفتن دین باب در بسیاری از کشورها رخ نخواهد داد. با این وجود ازلیان در پی تبلیغ و جهانگیرکردن آئین بابی بر نیامدند و با تقیه و پنهان کردن هویت دینی خود عملاً در جامعه اسلامی حل شدند.

## احکام بهائی

### ازدواج
در آئین بهائی چندهمسری، ازدواج موقت (صیغه)، و ازدواج با محارم مجاز نیست. همچنین ازدواج بعید، یعنی ازدواج با غیر از خویشاوندان و افرادی که از پیشینه‌های قومی و جغرافیایی متفاوت هستند در آموزه‌های آئین بهائی بسیار مورد ستایش و توصیه قرار گرفته‌است. عبدالبهاء ازدواج بین نژادی را تشویق کرده‌است و بهائیان (هم دختر و هم پسر) مجازند که با افراد از هر دین و اعتقادی ازدواج کنند. حداقل سن ازدواج در دین بهایی طبق بیان بهاءالله در کتاب اقدس سن بلوغ است که بهاءالله آن را برای پسر و دختر هر دو یکسان و سن پانزده سالگی تعیین می‌نماید. در دین بهائی دوران نامزدی حداکثر ۹۵ روز می‌تواند باشد یعنی از زمان اعلام تصمیم زوج به ازدواج تا برگزاری مراسم عقد حداکثر می‌تواند ۹۵ روز فاصله باشد.
طلاق طبق احکام بهائی مجاز است ولی بهائیان به پرهیز از آن توصیه شده‌اند. آن‌ها ازدواج را پیوند مقدّسی می‌دانند که فقط در شرایط حاد و هنگامی که راه دیگری باقی نمانده می‌توان به آن پایان داد.
در تعالیم بهائی روابط جنسی تنها در چارچوب ازدواج و فقط بین زن و شوهر تعریف شده‌است. آموزه‌های بهائی پیروان این آئین را به پاکدامنی و رعایت موازین اخلاقی قبل از ازدواج و وفاداری کامل به همسر بعد از ازدواج توصیه می‌کند.

### تفاوت مهریه
در آئین بهائی مهریه به عنوان هدیه‌ای از طرف مرد به زن در نظر گرفته می‌شود و حداقل و حداکثر مبلغی برای آن تعیین شده‌است. اگر مرد اهل شهر باشد حداقل میزان مهریه می‌تواند از حداقل ۱ واحد طلا تا حداکثر ۵ واحد طلا باشد. اگر مرد اهل روستا باشد میزان مهریه می‌تواند از حداقل ۱ واحد نقره تا حداکثر ۵ واحد نقره باشد. هر واحد برابر نوزده مثقال (حدود ۹۰ گرم) است. میزان مهریه به محل سکونت زن ارتباطی ندارد و فقط بر اساس شهری یا روستایی بودن مرد تعیین می‌گردد. بهاءالله توضیح می‌دهد که در مورد مهریه بهتر است که پیروانش حداقل آن (یعنی ۱ واحد نقره) را در نظر بگیرند و حتی ثروتمندان به کم‌ترین میزان مهریه اکتفا کنند.

### بهره پول
برخلاف اسلام که بهره پول را حرام می‌داند، بهره پول در دین بهائی اگر به شرط انصاف و اعتدال باشد، بلامانع است.

### قبله
آرامگاه بهاءالله در اصطلاح بهاییان روضه مبارکه، محل دفن بهاءالله، بنیانگذار دیانت بهائی است. روضه مبارکه متبرک‌ترین و مقدس‌ترین مکان برای بهائیان جهان است. این محل قبله بهائیان است و آن‌ها هنگام خواندن نماز، به این محل متوجه هستند و به این سمت نماز می‌خوانند.

### تقلید قوانین بهائیت از بابیه
شهاب فردوسی در سلسله مقالات تاریخچه مختصر شیخیه و بابیه و بهائیه چنین نگاشته‌است.
بعضی از افراد بابی معتقدند که مبانی تعالیم دوازده‌گانه آئین بهایی در آیین بابی وجود دارد از قبیل:۱- مطابقت علم و دین ۲- وحدت اساس ادیان ۳- تحری حقیقت ۴- تساوی حقوق زن و مرد ۵- وجوب تعلیم و تربیت و بعض دیگر از قبیل: ۱- زبان عمومی ۲- محکمهٔ کبرای بین‌المللی ۳- تعدیل معیشت بشر ۴- وحدت عالم انسانی ۵- الغای انواع تعصبات، اقتباس از افکار اروپائیان و نتیجه برخورد حضرات در اوایل قرن چهاردهم هجری به این افکار است زیرا تردیدی نیست که سوسیالیزم در حدود نیم قرن قبل از وفات بهاءالله در جهان، نشر یافته‌است. ما (شهاب فردوسی) در قسمت اول تردیدی نداریم زیرادر آثار سید علی محمد باب مطالبی هست که قسمتی از تعالیم دوازده‌گانه را به صراحت و وضوح بیان کرده‌است. آنچه مسلم است اینکه اروپائیان در قسمت دوم بر بهائیان تقدم دارند و این که ایشان مدعی ابداع و ابتکار آن از طرف بهاءالله هستند قابل قبول نیست.